# Gračišće
Gračišće (italienisch Gallignana) ist eine Stadt und ein Stadtbezirk in Istrien (Kroatien). Die Zahl der Einwohner der Gemeinde liegt laut Volkszählung 2021 bei 1312, wobei 418 in Gračišće selbst wohnen. Gračišće steht vollständig unter Denkmalschutz.

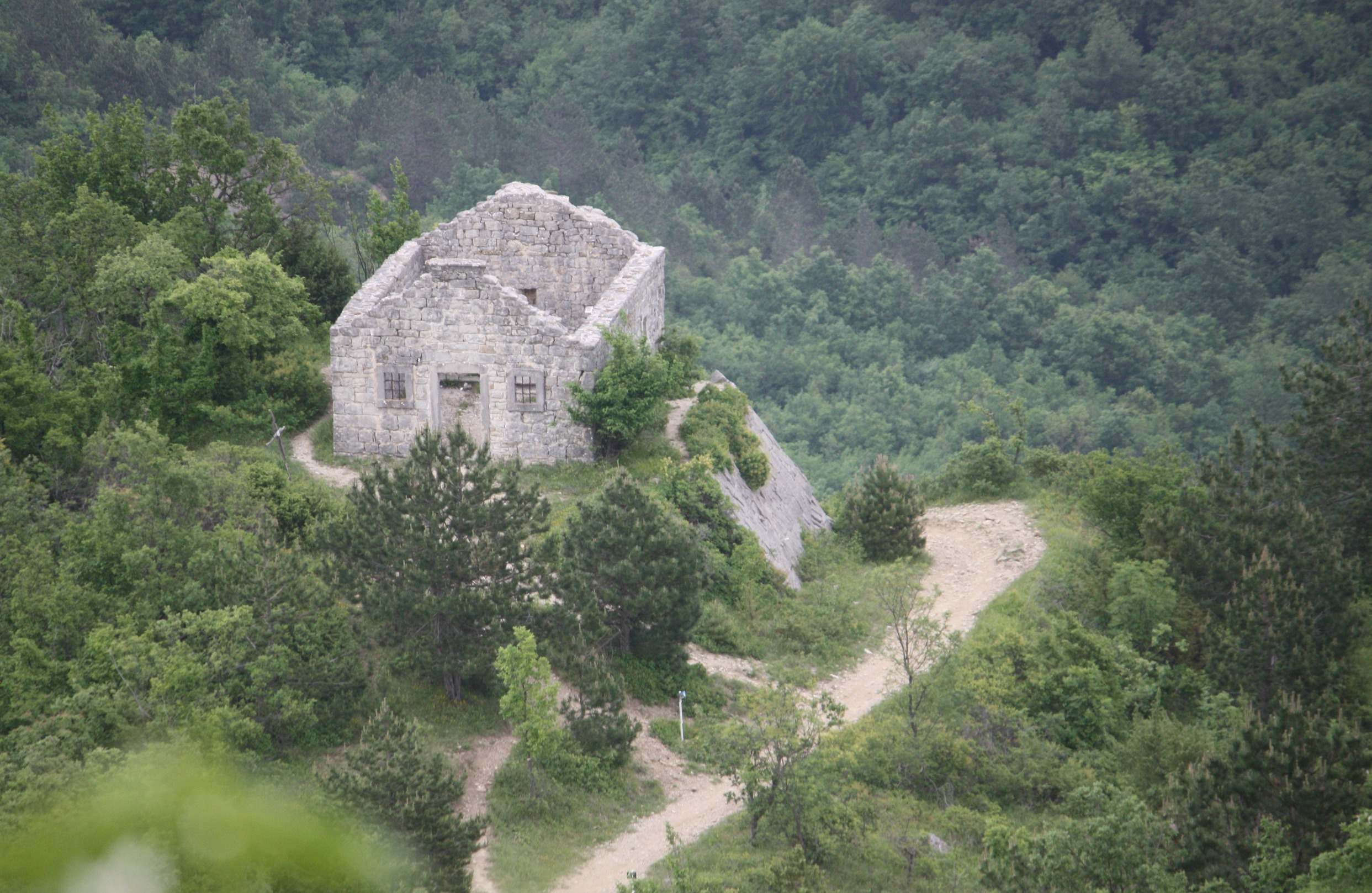
Idyllische Ruine

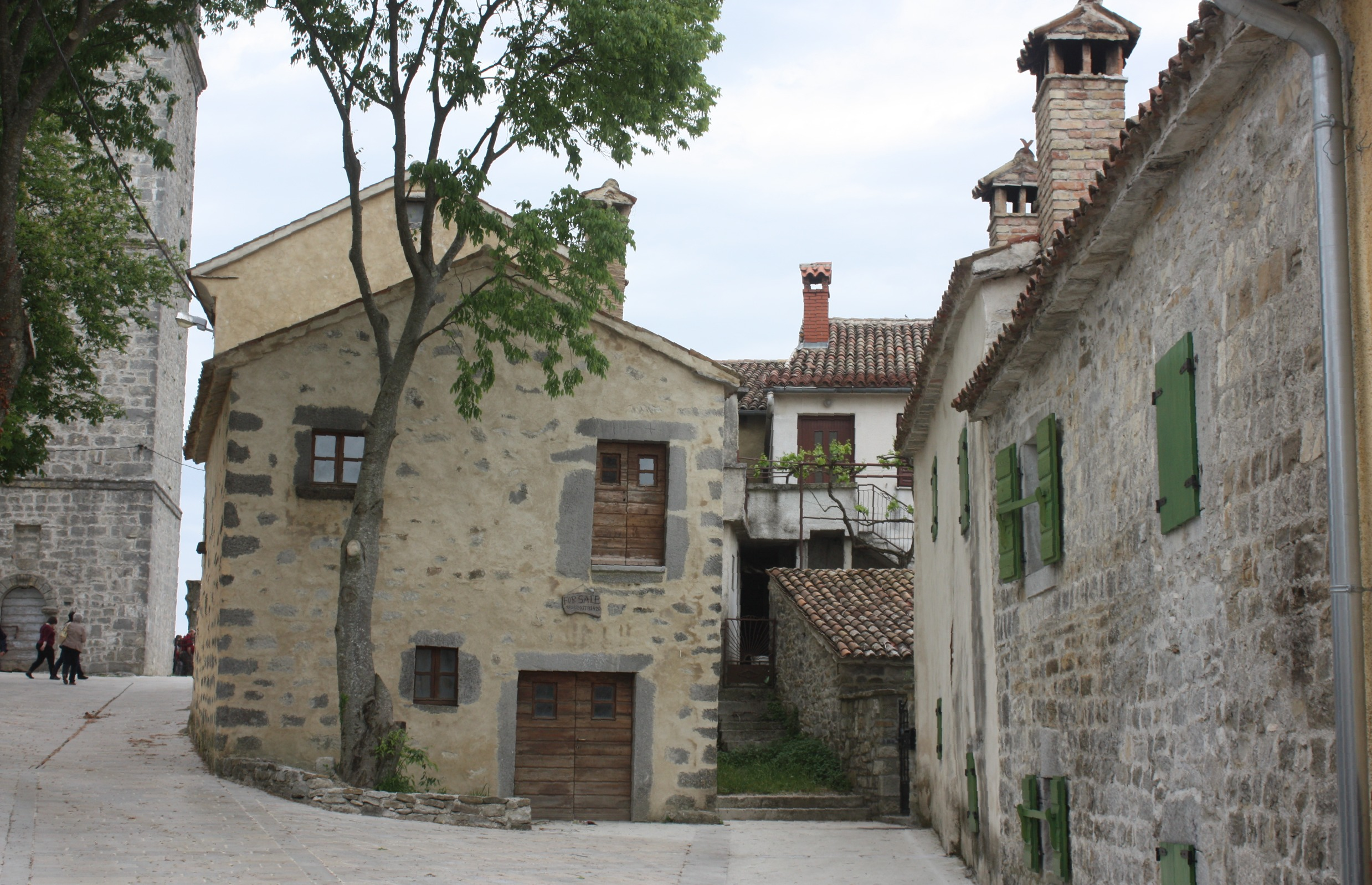
Idyllischer Winkel

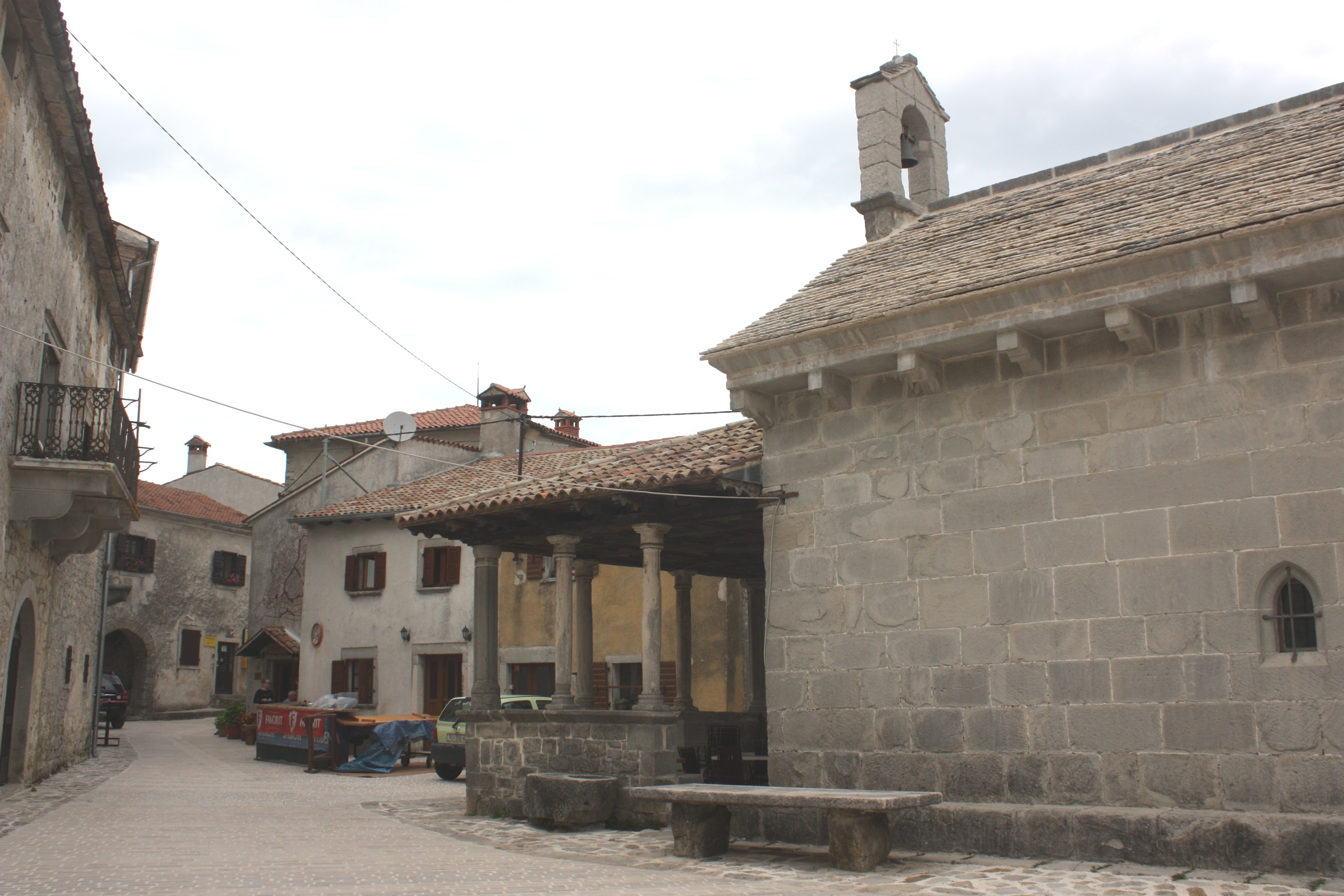
Die Selige-Jungfrau-Maria-Kirche

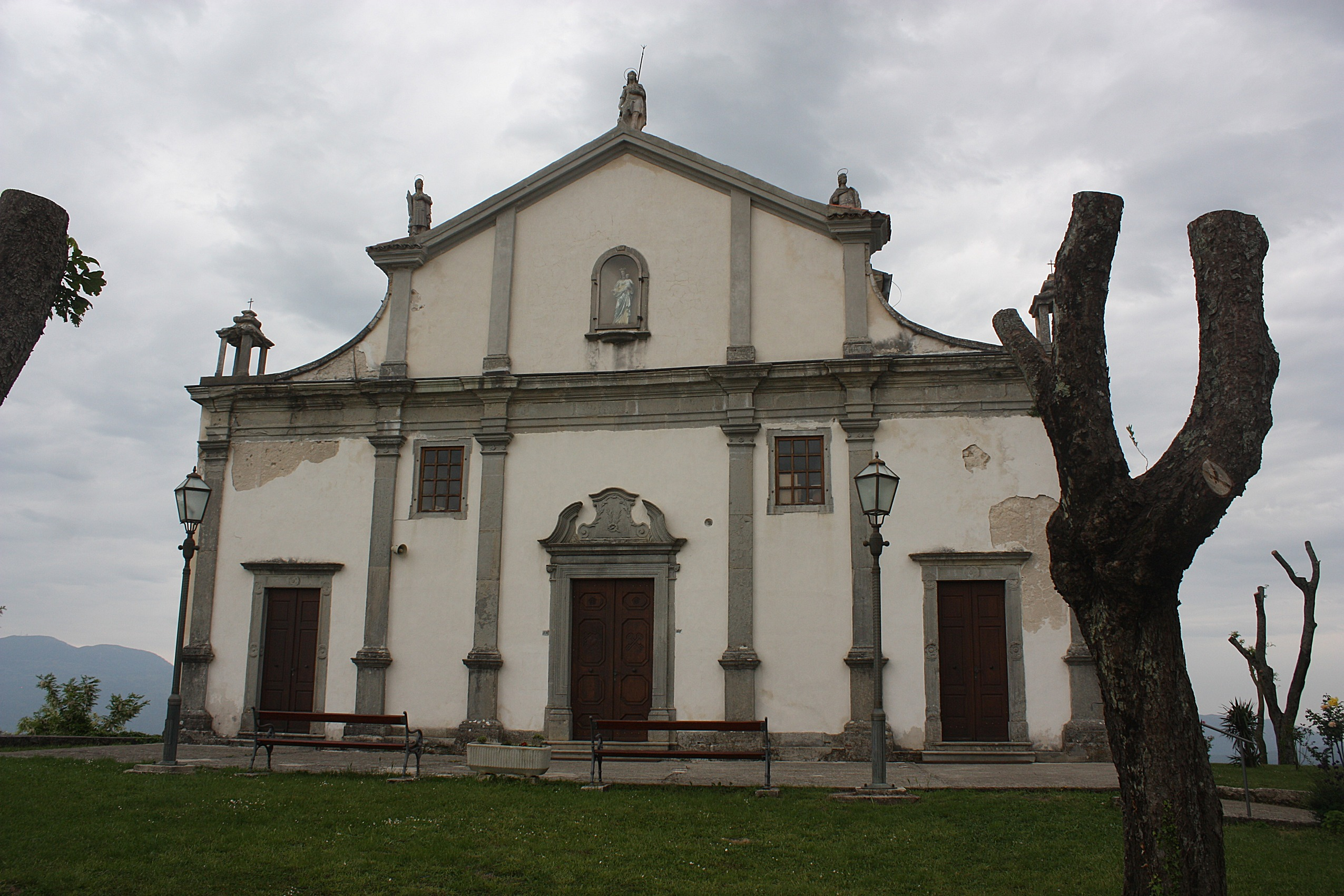
Die Veitskirche

## Geographie
Gračišće liegt 8 Kilometer östlich von Pazin an der Straße Pazin–Kršan–Vozilići.

## Geschichte
Gračišće wurde im Jahr 1199 erstmals urkundlich erwähnt.
Am 6. April 1918 besuchte Kaiser Karl I. von Österreich-Ungarn den damals in der Bezirkshauptmannschaft Mitterburg gelegenen Ort. Der Besuch wurde durch den Hofphotographen Heinrich Schumann für das k.u.k. Kriegspressequartier bildlich dokumentiert.

## Wanderweg
Am westlichen Ortsrand von Gračišće beginnt der rot-weiß markierte "Wanderweg des Heiligen Simon" zu verschiedenen interessanten Punkten im Gelände, z. B. zum Wasserfall "Sopot", der zu den schönsten Wasserfällen Istriens gehört. Im Frühjahr gibt es im Wegverlauf eine außerordentlich reiche Orchideen-Flora zu sehen.

## Dörfer im Stadtbezirk
Laut Volkszählung 2011:
- Batlug (127 Einwohner)
- Bazgalji (245 Einwohner)
- Gračišće (466 Einwohner)
- Jakačići (143 Einwohner)
- Mandalenčići (291 Einwohner)
- Milotski Breg (93 Einwohner)
- Škopljak (54 Einwohner)